# Железный шериф
«Железный шериф» (англ. The Iron Sheriff) — приключенческий фильм в жанре вестерн режиссёра Сидни Салкоу. США, 1957 год.

## Сюжет
Двадцатилетнего Бенджи Галта, сына блюстителя закона, маршала Сэма Галта, обвиняют в убийстве возницы дилижанса. Многое свидетельствует против него. Отец, разрываясь между долгом и родительской любовью, пытается доказать, что его сын не виновен. Это ему удаётся, и он изобличает настоящих убийц.

## В ролях
- Стерлинг Хэйден
- Констанс Форд
- Джон Денер
- Кент Тейлор
- Дэррил Хикмэн